# 표트르 크로폿킨

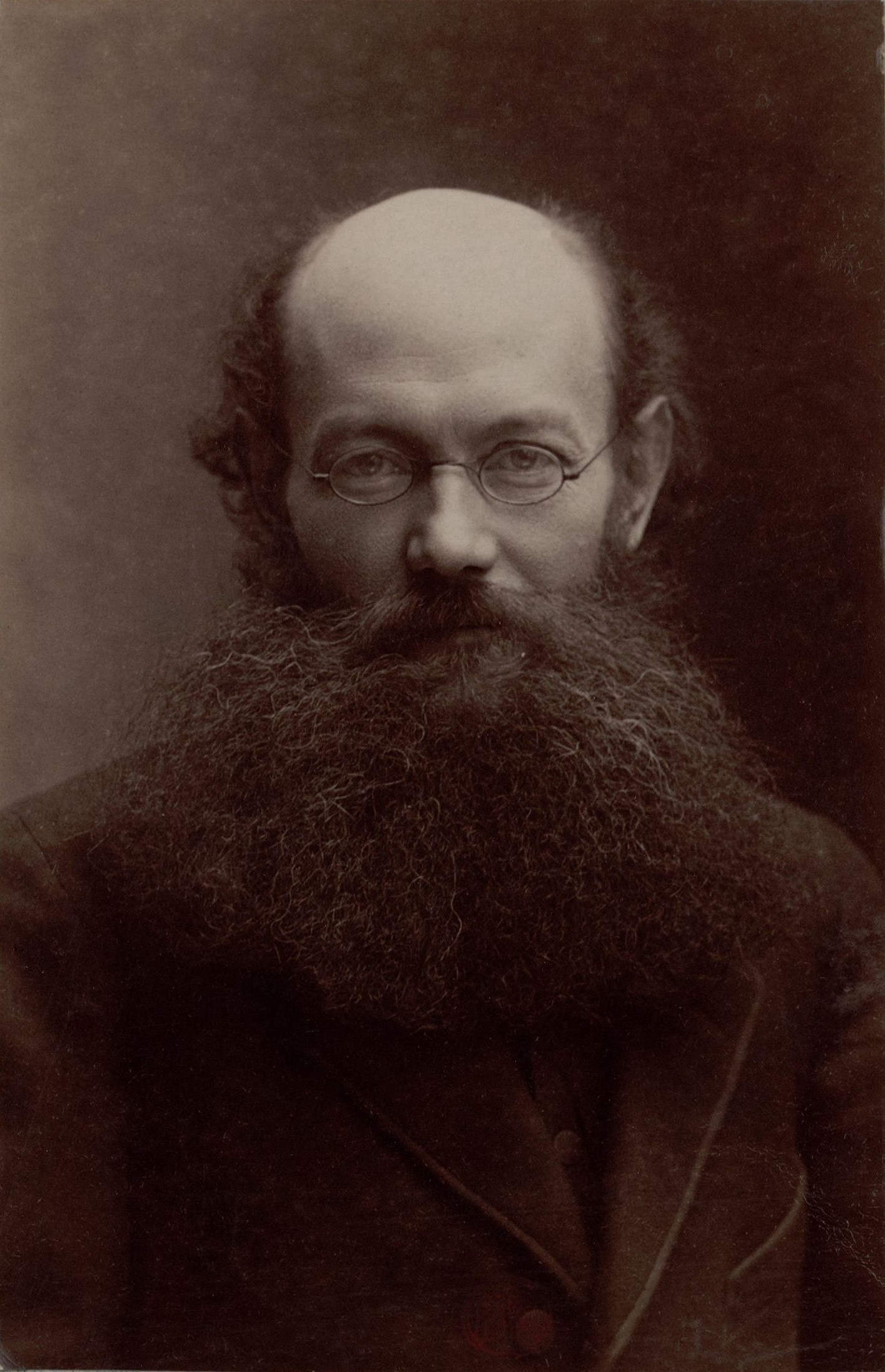
나다르가 촬영한 크로폿킨.

표트르 알렉세예비치 크로폿킨 공작(러시아어: Князь Пётр Алексе́евич Кропо́ткин 크냐지 표트르 알렉세예비치 크로폿킨[*], 1842년 12월 9일(율리우스력 11월 27일) ~ 1921년 2월 8일)은 러시아 출신의 지리학자이자 아나키스트 운동가, 철학자였다. 보로딘(Бороди́н)이라는 가명으로 활동하기도 하였다. 그의 생애는 세계 5대 자서전 중 하나로 꼽히는 《한 혁명가의 회상》으로 잘 알려져 있으나 노년기의 활동은 소비에트의 검열로 자세히 알려진 바가 없다. 원래 신분이 귀족이었던 점과 아나키즘에 지대한 공헌을 한 바에 대한 경의의 표시로 '아나키스트 공작'이라는 별명으로 불리기도 하였으나, 정작 크로폿킨 본인은 권위적인 어감을 가지는 이 별명을 싫어했다.

## 생애

### 젊은 시절
크로폿킨은 러시아에서 황족 다음으로 높은 귀족인 공작(크냐지) 가문에서 태어났다. 그의 어머니는 카자크 장군의 딸이었다. 그의 아버지 알렉세이 페트로비치 크로폿킨(Alexei Petrovich Kropotkin)은 로마노프 왕조 이전에 러시아를 통치 했던 류리크 왕가의 스몰렌스크의 대공이었다. 크로폿킨의 아버지는 3개의 지방에서 1200여명의 농노를 거느렸었다.
공화주의적 가르침의 영향으로 12살에 그의 왕자 칭호를 버렸으며, 그의 친구들이 그를 왕자라고 불렸을 때 꾸짖기도 했다고 한다.
1857년 그가 14살이었을 때, 상트페테르부르크의 근위사관 학교에 들어간다. 크로폿킨의 회고록에 이곳의 악명 높은 신고식에 대한 묘사가 등장한다.
모스크바에서 크로폿킨은 나이가 들어감에 따라 농민의 상황에 대한 관심을 기울이게 된다. 알렉산더 2세의 페이지로서 일하며 그의 자유주의적 평판에 대한 회의감을 품었지만, 그가 1861년에 내린 농노 해방령은 환영했다. 상트페테르부르크에서 그는 여러 책을 읽었는데, 특히 백과전서파와 프랑스 혁명에 대한 저작에 관심을 기울였다. 1857에서 1861년 사이에는 러시아의 지적 세력이 성장하는 시기였고, 크로폿킨은 그런 상황에서 강한 영향을 받게 되었다.
근위 사관학교를 졸업한 이후, 치타에서 자바이칼 지사의 부관으로 일하기도 했고, 이후 동시베리아 이르쿠츠크 총독의 코사크 기병대 장교로 근무했다.

## 시베리아에서의 지리적 탐험

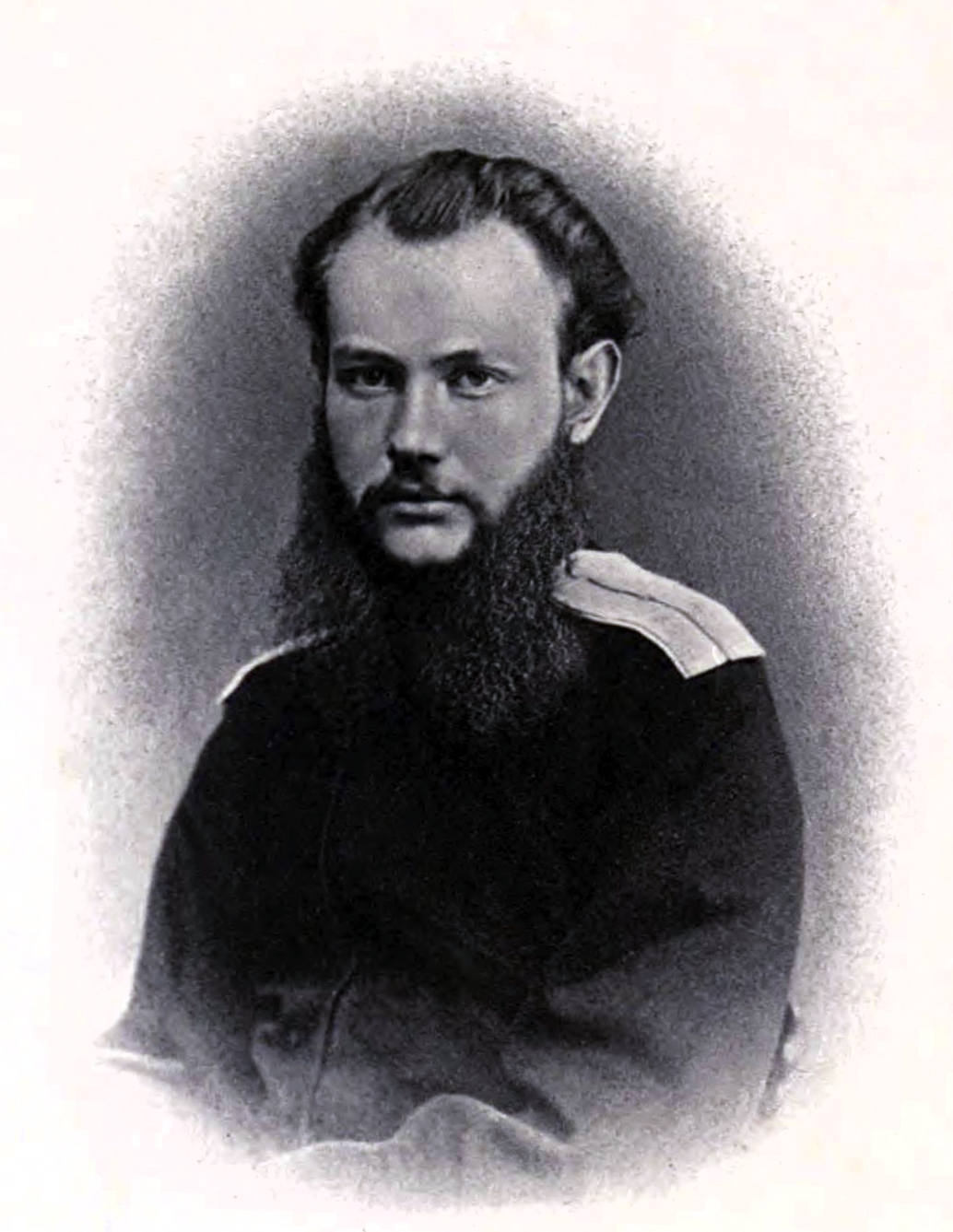
1864년의 크로폿킨

행정 업무가 부족했기 때문에 크로폿킨은 시베리아의 지리적 조사에 대한 원정에서의 위치를 받게 된다. 탐험은 귀중한 지리적 결과를 낳았다. 시베리아에서의 진정한 행정 개혁을 달성할 수 없음은 크로폿킨이 전적으로 과학적 탐구에 열중할 수 있도록 해주었다. 이것은 그에게 매우 성공적인 경험이었다.
1866년 크로폿킨은 프루동, 존 스튜어트 밀, 알렉산더 헤르첸 같은 정치 사상가들의 책을 읽기 시작했다. 그러한 독서와 농민들 사이에서의 경험으로 결과적으로 1872년 그는 자신을 아나키스트로 선언하게 된다.
1867년 크로폿킨은 군에서 사임하고 상트페테르부르크로 돌아가서 상트페테르부르크 대학교에 들어가서 수학을 공부한다. 이후 러시아 지리 학회에 들어 가기도 했다. 군에 종사하는 가문의 전통을 버렸기 때문에 그의 아버지는 크로폿킨의 상속권을 박탈하고 물질적 지원을 중단한다. 1871년, 그는 학회를 위해 스웨덴과 핀란드의 빙하 퇴적물을 탐험했다. 1873년 기존의 지도가 아시아의 물리적 특징을 잘못 묘사했음을 입증해서 과학에 공헌하기도 했다. 이런 일을 하는 동안 학회의 회장직을 제안 받기도 했지만, 그는 지식을 여러사람들에게 확산 시키는데 도움이 되는 일을 하는 것이 자신의 의무라고 결정해서 이를 거절한다. 이후 상트페테르부르크로 돌아와서 혁명단체에 가입하게 된다.

## 스위스와 프랑스에서의 활동
크로폿킨은 1872년 스위스에 방문하여 제네바에서 열린 인터내셔널에 가입한다. 하지만 그는 인터내셔널에서 이야기 하던 사회주의의 형식 대신에 뇌샤텔에서 보다 급진적인 쥐라연맹(en:Jura federation의 프로그램을 연구했고, 주요 멤버들과 시간을 보내며 아나키즘의 신조를 채택한다.
러시아로 돌아 왔을 때 그에게 1872년 창립된 사회주의, 인민주의 성향의 단체인 차이코프스키단을 소개 시켜준 디미트리 클레멘츠(Dmitri Klements)와 친구가 된다. 크로폿킨은 농민과 노동자들 사이에 혁명을 선전하는 일을 했고, 차이코프스트단 에서는 귀족과의 다리 역할을 했다. 이 기간에 그는 자신의 학술적 활동을 다루기 위해서 지리학회에서의 그의 지위를 유지했다.
1874년, 크로폿킨은 차이코프스키단에서의 전복적인 정치활동으로 인해 체포되어 페트로파블롭스크 요새에 수감된다. 그의 귀족으로서의 배경덕분에 그의 감방에서 지리학적 연구를 계속해 나갈 수 있는 특권을 얻기도 했다. 그는 빙하기의 주제에 관한 그의 보고서를 발표했는데, 그것이 기존의 생각 보다 오래전에 일어났다고 주장했다. 1876년 그의 재판이 시작되기 전에 상트페테르부르크의 좀더 보안이 약한 형무소로 옮겨 졌고, 친구들의 도움을 받아 탈출하게 된다. 그가 탈출하던 날의 밤에 크로폿킨과 그의 친구들은 상트페트르부르크의 가장 훌륭한 레스토랑에서 경찰이 찾지 못할 것이라는 가정을 하고, 축하의 만찬을 가졌다. 그 후, 배를 타고 영국으로 향했다. 그곳에서 잠시 머문 뒤에 스위스로가서 쥐라 연맹에 합류한다. 1877년에는 파리로 향하여 사회주의 운동이 시작하는 것을 도왔다. 1878년에는 스위로 돌아와서 쥐라 연맹의 혁명적 신문인 Le Révolté를 편집했고, 여러 혁명에 관한 팸플릿을 출판했다.
1881년 알렉산더 2세의 암살 이후에 그는 스위스에서 추방당하게 된다. 토농레뱅에서의 짧은 체류 이후, 런던에서 거의 1년 동안 머물렀다. 그는 1881년 7월 14일에 런던의 아나키스트 총회에 참석한다. 다른 대표자들 중에는 en:프란체스코 사베리오 메를리노, 에리코 말라테스타, en:마리 르 콩트, 루이즈 미셸, en:에밀 고티에같은 이들이 있었다. 각 지역 그룹의 자율권을 존중하면서 회의는 프로파간다 행동을 정의 했고, “행위의 프로파간다(propaganda by the deed)”가 사회혁명을 위한 통로라는 것에 동의 했다.
크로폿킨은 1882년 후반에 토농레뱅에 돌아간다. 얼마뒤 프랑스 정부에 의해 체포되어 리용에서 재판을 받았고 파리 코뮌에 의하여 통과된 특별법에 따라, 인터내셔널과의 관계에 의하여 5년형을 선고 받는다. 프랑스에서 그에 대한 지속적인 동요가 있었기에 1886년 석방된다. 이후 샬롯 왓슨(Charlotte Wilson)에 의해 영국으로 초대되어 en:freedom press를 함께 설립한다. 이 아나키스트 신문은 오늘날까지 지속되고 있다. 크로폿킨은 정기적인 기여자였다. 그는 런던 근처에 정착했는데, 그의 딸이 태어났던 런던 해로우 지역에서 여러번 살았고 일링이나 브롬리 같은 곳에서도 살았었다. 또한 수년간 브라이턴에서 지내기도 했다. 런던에서 지내는 동안 크로폿킨은 많은 영어권 사회주의자들과 친구가 되었고 그 중에는 윌리엄 모리스와 조지 버나드 쇼 같은 사람도 있었다.

## 러시아로 귀환
| “ | 지금과 같은 상황이 지속된다면 사회주의라는 말은 저주를 의미하게 될 것입니다. 이는 자코뱅 통치의 40여 년이 지난 후에 프랑스에서 "평등"이라는 개념에 일어난 일입니다." | ” |
|   | — 레닌에게 보내는 편지(1920년 3월 4일) |   |

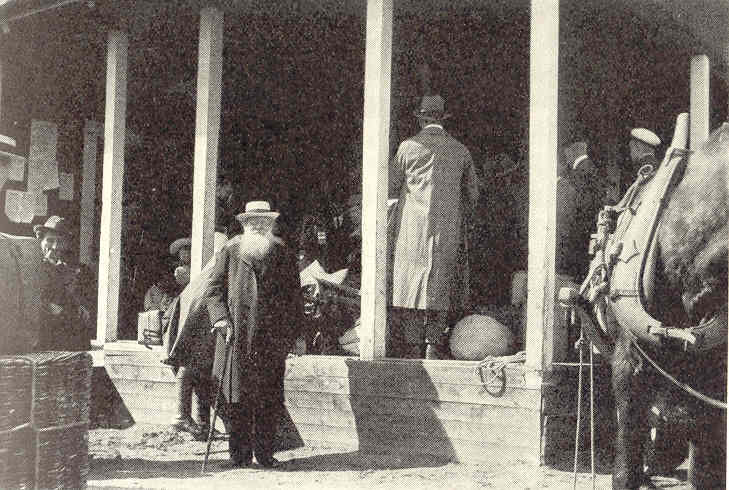
1917년 하파란다에서의 크로폿킨

1917년 2월 혁명 이후 수년간의 망명을 뒤로하고 러시아로 돌아간다. 그의 도착은 수만명의 군중들에 의해 환영 받았다. 그는 임시정부에서 교육부 장관직을 제안 받았으나 거절 했는데, 그들과 일하는 것이 아나키즘 원칙을 위배하는 것으로 생각했기 때문이었다.
러시아 제국에서 벌어진 변화에 대한 그의 열의는 볼셰비키가 10월 혁명으로 권력을 장악한 뒤 실망으로 변한다. 그는 혁명을 통해 아나키즘을 실현할 수 있으리라고 기대를 했으나 볼셰비키가 권력을 장악하고 독재 체제로 변화하자 이에 항의했다. 아나키스트 운동가들이 체포당하고 많은 단체들이 강제로 해산당하자 "이것은 혁명의 매장이다"라고 친구에게 말했다고 한다. 크로폿킨은 볼셰비키가 혁명이 전체주의적 방법으로 이루어져서는 안 되는 이유를 증명했다고 주장했다. 그는 네스토르 마흐노를 만나기도 하며 반 볼셰비키 활동을 응원했다.

## 죽음

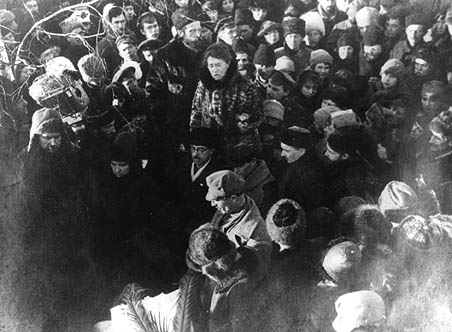
크로폿킨의 친구이자 동지인 엠마 골드만이 장례식의 군중들 앞에서 추도를 전하는 모습, 알렉산더 버크먼도 동행했다.

크로폿킨은 말년에 《혁명적 윤리학》을 집필하였으나 완성하지 못하고 심장질환과 폐렴으로 1921년 드미트로프에서 사망했다. 그의 장례는 모스크바에서 동지장으로 치러졌으며 10월 혁명 이래 가장 많은 사람이 몰렸다고 한다. 그의 장례 행렬에 참석한 아나키스트들은 반볼셰비키 슬로건이 써진 깃발을 들고 행진했다. 이것은 엠마 골드만과 아론 바론(aron baron)의 연설과 함께 아나키스트들의 마지막 공개 시위가 되었다. 시신은 노브데비치 묘지(Novodevichy Cemetery)에 묻혔다.

## 철학

### 자본주의 비판
크로폿킨은 봉건제와 자본주의 경제 시스템의 오류를 지적했다. 그는 자본주의자들이 특권을 증진시키기 위해 인위적인 희소(Artificial scarcity) 상태를 유발시킨다고 생각했다. 대신 그는 상호부조와 협력에 기반한 분권화된 경제 구조를 제안했다.
크로폿킨은 자본주의에 대한 마르크스주의적 비판, 특히 노동가치론에 대해 부분적으로 반대했으며, 그는 수행된 노동과 상품의 가치 사이에 필연적인 연관성이 존재하지 않는다고 생각했다. 임금노동제도에 대한 그의 비판은 고용주가 직원에게 행사하는 권력에 더 많은 기반을 두었으며, 그들의 노동에서 잉여가치를 추출하는 문제에만 기반하지 않았다.

### 협력과 경쟁
그는 헉슬리의 사회진화론을 반박하고자 1902년에 그의 저서 『상호부조론: 진화의 한 요인』(Mutual Aid, a Factor of Evolution)을 출판한다.
그는 다음과 같이 말했다.”인간을 포함한 종의 성공을 위해 만들어진 것은 경쟁이 아니라 협력에 대한 진화론적인 강조였다.” 크로폿킨은 인간 사회의 여러 단계와 동물들 사이에서 협동을 생존 매커니즘으로 광범위하게 탐구했다. 그는 진화를 촉진하는 주요 요인이 중앙 통제와 권위 강제가 없는 자유연합과 그룹에서의 개인들간의 협동이라는 것을 증명하기 위해 많은 실제 사례를 사용했다. 그는 책의 마지막 장에서 다음과 같이 썼다:
동물계에서 대다수의 종들이 군집을 이루어 살며 연합을 이루어야 생존경쟁에서 가장 좋은 무기를 얻게 된다는 사실도 알게 되었다. 당연히 여기서 생존경쟁이란 다윈의 주장대로 넓은 의미에서 단순히 생존 수단을 얻기 위한 투쟁이 아니라 이 종들에게 호의적이지 않은 모든 자연 조건에 맞선 투쟁을 말한다. 개별적인 투쟁을 최소화하면서 상호부조를 최고조로 발전시킨 동물 종들이야 말로 늘 수적으로 가장 우세하며 가장 번성하고 앞으로도 더욱 발전할 가능성을 가지고 있는 셈이다. 이런 식으로 확보된 상호방어, 오래 생존해서 경험을 축적하게 되는 가능성, 더 높은 수준으로 발달하는 지능, 더욱 발전해가는 사회적인 습속 등을 통해서 종족이 유지, 확장되고 더 높은 수준으로 점진적으로 진화하게 된다. 반대로 사회성이 없는 종들은 멸망할 운명에 처한다.— 표트르 크로폿킨, 『상호부조론』결론 중 (1902)

여기서 익히 알려진 통념과는 달리 그는 자연에서 생명체의 이기심이나 경쟁적인 형태의 투쟁, 즉, '상호투쟁'이 존재한다는 사실을 부정하지 않았다. 그가 말한 원래 의견은 같은 종 구성원 간에는 상호투쟁 보다는 협동이 각자에게 이익이 된다는 것이었다. 그는 같은 종 구성원들끼리의 협력과 사회성이 생존을 위한 최선의 수단이라고 보았다.
생물학자 스티븐 제이 굴드는 그의 견해가 현대 생물학의 이해와 부합한다고 주장하였다. 그는 크로폿킨의 관찰에 동의하면서, 크로폿킨이 경쟁적인 투쟁의 개념을 부정하지는 않았지만 그안에서 협력적 상호작용이 지나치게 간과되고 있다고 보았다고 이야기했다. 또한, 협동이 개체의 생존률을 높인다면 자연선택에 의해 배제될 이유가 없으며 오히려 그의 말처럼 권장될 것이라고 지적했다.
또한 역시나 크로폿킨은 인간의 경쟁적 충동을 부정하지는 않았지만 이것을 역사의 원동력으로 보지 않았다. 크로폿킨은 그러한 갈등의 양상은 불의를 파괴하려는 시도에서만 유익하다는 것이 증명됐다고 믿었다. 그는 국가나 교회와 같은 권위주의적 기관이 인간의 창조력과 자유를 가로막고 인간의 사회와 협동에 대한 본성적인 경향을 방해하는 요소라고 생각했다.

### 상호부조
‘빵의 정복’에서 크로폿킨은 자발적 협력에 의해 이루어지는 상호적 교환에 기반을 둔 경제적 시스템을 제안 했다. 그는 사회가 사회적으로, 문화적으로, 그리고 산업적으로 필요한 모든 재화와 서비스를 생산할 수 있다면 선택적 분배나, 모든 사람이 사회적 생산품에서 필요한 것을 취하지 못하게 하는 가격이나 통화교환이 장애물이 되지 않을 것이라고 이야기 했다.
크로폿킨은 바쿠닌의 집산주의 경제 모델이 단지 임금 시스템의 다른 이름이라고 생각했다. 그리고 이것은 자본주의 임금 체계처럼 중앙집권화와 불평등을 야기 할 것이라고 생각했다. 그는 사회적 노동의 산물에 대한 개인의 기여도를 결정하는 것은 불가능하며, 그런 결정을 내리는 위치에 있는 사람은 누구나 자신이 임금을 결정해야 하는 사람보다 높은 권위를 행사하게 될 것이라고 언급했다.

## 영향
크로폿킨의 사상은 바쿠닌과 함께 19세기 후반 러시아 아나키즘의 대표격으로 취급되며, 20세기 초반 동아시아 반제국주의 위치에 있던 아나키스트와 독립운동가 세력에게 지대한 영향을 미쳤다. 대표적으로 한국에서는 신채호가 크로폿킨의 사상에 크게 영향을 받아 민족주의 독립 노선에서 아나키스트 독립 노선으로 바뀌는 계기가 되었고, 그 후로 계속해서 크로폿킨의 사상을 중국과 한국의 아나키스트와 반제국주의 세력에게 알리는 데 일조하였다. 마오쩌둥도 일본에 저항할 당시는 마르크스-레닌주의 보다 중국어로 번역된 크로폿킨의 아나키즘 서적을 먼저 접해 큰 영향을 받았고, 중국에서는 1919년 이전의 마오쩌둥을 아나키스트로 평가 하기도 한다. 인민공사 정책도 크로폿킨의 영향을 많이 받아 탄생한 결과물로 알려졌다. 일본에서도 고토쿠 슈스이가 아나키즘에 공명해서 크로폿킨의 서적을 번역, 배포하는 등 20세기 초반 동아시아 사상사에 큰 영향을 미쳤다. 사회적 아나키즘의 분파인 아나코-공산주의는 크로폿킨이 창조하지는 않았지만, 크로폿킨이 제일 많이 발전시킨 아나키즘 이론 중 하나이다. 러시아 혁명가들에게 알렉산드르 2세가 암살된 후 차르정부의 유럽 내부의 혁명가들에 대한 대대적인 탄압이 실시 되고 차르정부의 요청으로 크로폿킨은 스위스와 프랑스로부터 추적을 당해 결국 날조된 혐의로 2년간 프랑스의 감옥에 투옥된다. 형을 마치고 정치적 자유가 보장되던 영국으로 망명한 후 그의 사상적 목표는 아나키즘 이론을 자연과학적 이론으로 정립하는 것이었다. 그는 망명 후 당시 영국의 저명한 과학잡지인 19세기의 평론위원이 되었고 자연과학적 사고에 입각한 사회 비판적 논문을 계속해서 게시하였다. 그로 인해 그의 논문들은 19세기 후반과 20세기 초반 과학사의 중요한 사료로 연구 되고 있다. 특히 그의 저서 상호부조론에서 고전 다윈주의에서 파생된 사회진화론과 적자생존 사상의 반기를 들고 당대 영국의 저명한 생물학자이자 불가지론자였던 토머스 헉슬리에 대한 반박으로 크게 주목 받았다. 1917년 러시아 혁명이 발생한후 러시아로 귀국해 아나키즘 정치 활동을 하려고 했지만 블라디미르 레닌이 주도한 볼셰비키 세력이 무력으로 독재정권을 구축하고 아나키스트와 반대파를 철저하게 탄압하고 제거하였기 때문에 그의 귀국 후 저술활동이나 행적은 볼셰비키의 검열을 통해 정확하게 알려지지 않고 있다.
작가 로맹 롤랑은 레프 톨스토이가 주창했던 삶을 산 것은 그뿐이라고 말했으며, 오스카 와일드는 크로폿킨이 자기가 이제까지 알고 있는 진심으로 행복한 두 사람 가운데 한 사람이라고 말하기도 하였다.

## 저작
- 《프랑스 대혁명》(The Great French Revolution 1789-1793, 1909)
- 《청년에게 고함》(An Appeal to the Young, 1880)
- 《빵의 정복》(La Conquêtedu pain, 1892)
- 《전원,공장,작업장》(Field,Factory and Workshop, 1898)
- 《한 혁명가의 회상》(Memoirs of a Revolutionist, 1899)
- 《만물은 서로 돕는다》(Mutual Aid, a Factor of Evolution, 1902)
- 《근대과학과 아나키즘》(The Modern Science and Anarchism, 1901)
- 《러시아 문학의 이상과 현실》(Ideals and Realities in Russian Literature, 1905)
- 《혁명적 윤리학》(미완,Ethics 1948)

## 같이 보기
- 러시아 혁명
- 쥐라 연합
- 차이코프스키단